# Castell

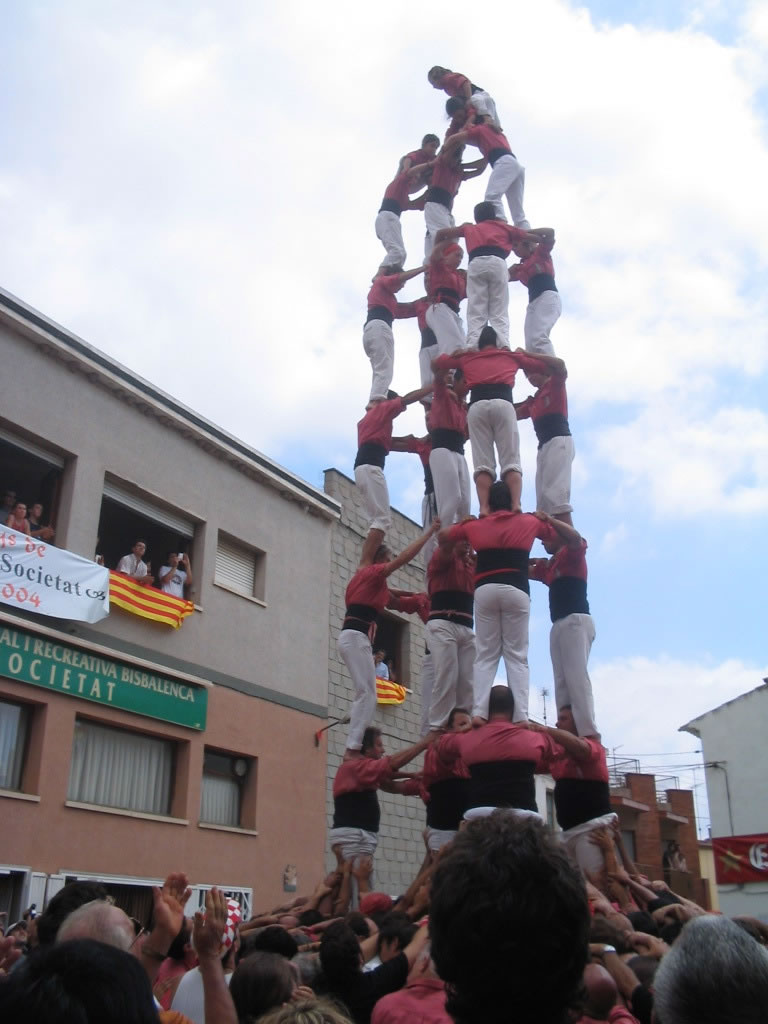
Castell (5 de 8) postavený sdružením Colla Vella dels Xiquets de Valls

Castell (tj. katalánsky hrad) je lidská věž stavěná tradičně na festivalech v Katalánsku, Valencijském společenství a Baleárských ostrovech zájmovými sdruženími nazývanými „colles castelleres“. V roce 2010 byl Castell zařazen na seznam Mistrovských děl ústního a nehmotného dědictví lidstva organizace UNESCO.

## Historie
Španělská tradice stavění lidských věží castell vychází z historických pouličních tanců Muixeranga (také pod názvem Balls dels Valencians) předváděných umělci a akrobaty v dřívějším Valencijském království. Castellers se oprostili od náboženského pozadí tanců a z Muixerangy převzali jen její závěrečnou část – stavění lidských věží, u kterých se zaměřovali především na jejich výšku. První písemná zmínka o aktivitách tohoto typu pochází z roku 1712 z katalánského města Valls . Odtud se tradice v průběhu 18. století rozšířila do sousedních měst, provincií, i autonomních společenství. V roce 1790 bylo poprvé použito slovo "castell" a tím došlo k definitivnímu odlišení stavby lidských věží od Muixerangy.
V 80. letech 20. století se ke sdružení castellers začaly přidávat ženy. Jejich přirozeně lehčí tělesná stavba vhodná pro vyšší patra věží umožnila hned několika týmům postavit v průběhu 80. let konstrukce "4 de 9" (děvět pater po čtyřech osobách) a v roce 2015 se týmu Minyons de Terrassa podařilo vybudovat lidskou vež o deseti patrech po čtyřech osobách.

## Stavba
Základ lidské pyramidy tvoří čtyři muži, kteří se pevně chytí kolem ramen a vytvoří takzvaný „buben“, po jejich zádech se vyšplhají další lidé, kteří vytvoří první patro, zvané „pinya“. Patra jsou obvykle čtyři, ale není výjimkou ani sedmipatrová pyramida. Na úplný vrchol se postaví jediný člověk. Většinou se jedná o dítě mladší deseti let, aby nebyla pyramida příliš zatížena. Nejvýše postavený člen pyramidy má za úkol spustit seshora katalánskou vlajku a nebo alespoň zamávat přihlížejícím na pozdrav.

## Oděv
Tradiční oděv castellers se skládá z bílých kalhot, černé šerpy, šátku, a košile v barvě typické pro daný tým. Například tým Castellers de Barcelona má košile červené, tým Castellers de Villafranca zelené.
Od nehody v roce 2006 kdy při pádu zemřela dvanáctiletá dívka musí mít všechny děti podílející se na stavbě castellu speciální helmy.